# Half Moon Bay (Bucht, Kalifornien)

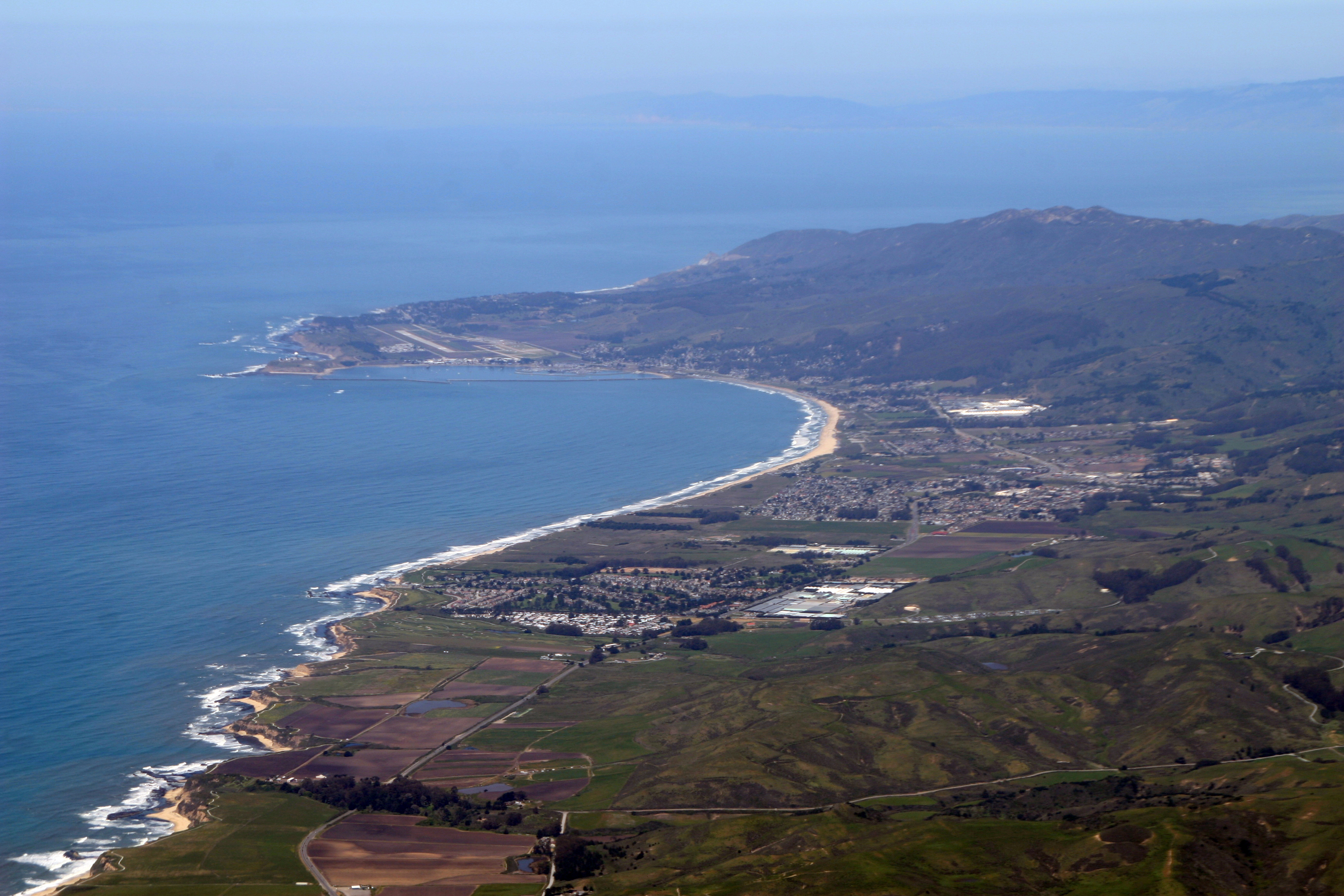
Half Moon Bay und Pillar Point, Blick von Süden

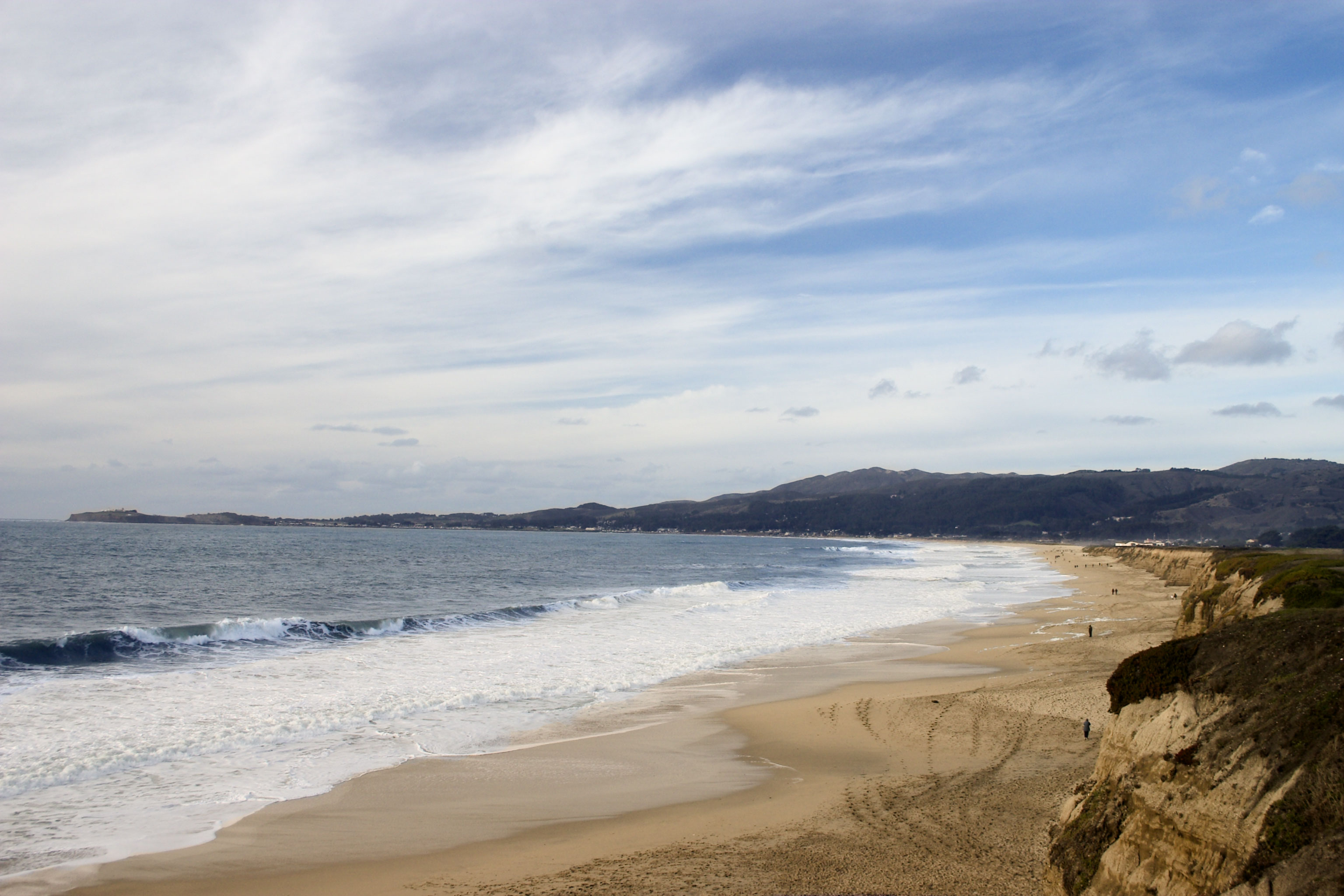
Half Moon Bay

Half Moon Bay ist eine nach Süden und Westen geöffnete Bucht am Pazifischen Ozean im San Mateo County im US-Bundesstaat Kalifornien. Sie liegt etwa 30 Kilometer südlich von San Francisco an der Westküste der San-Francisco-Halbinsel. Die Bucht ist grob halbmondförmig und hat daher ihren Namen.
An ihrem Nordende liegt El Granada, am südlichen Ende die Stadt Half Moon Bay. Entlang der Bucht führt der Cabrillo Highway, California State Route 1. Zwei kleine Flüsse, der Frenchmans Creek und der Leon Arroyo, münden in die Bucht.

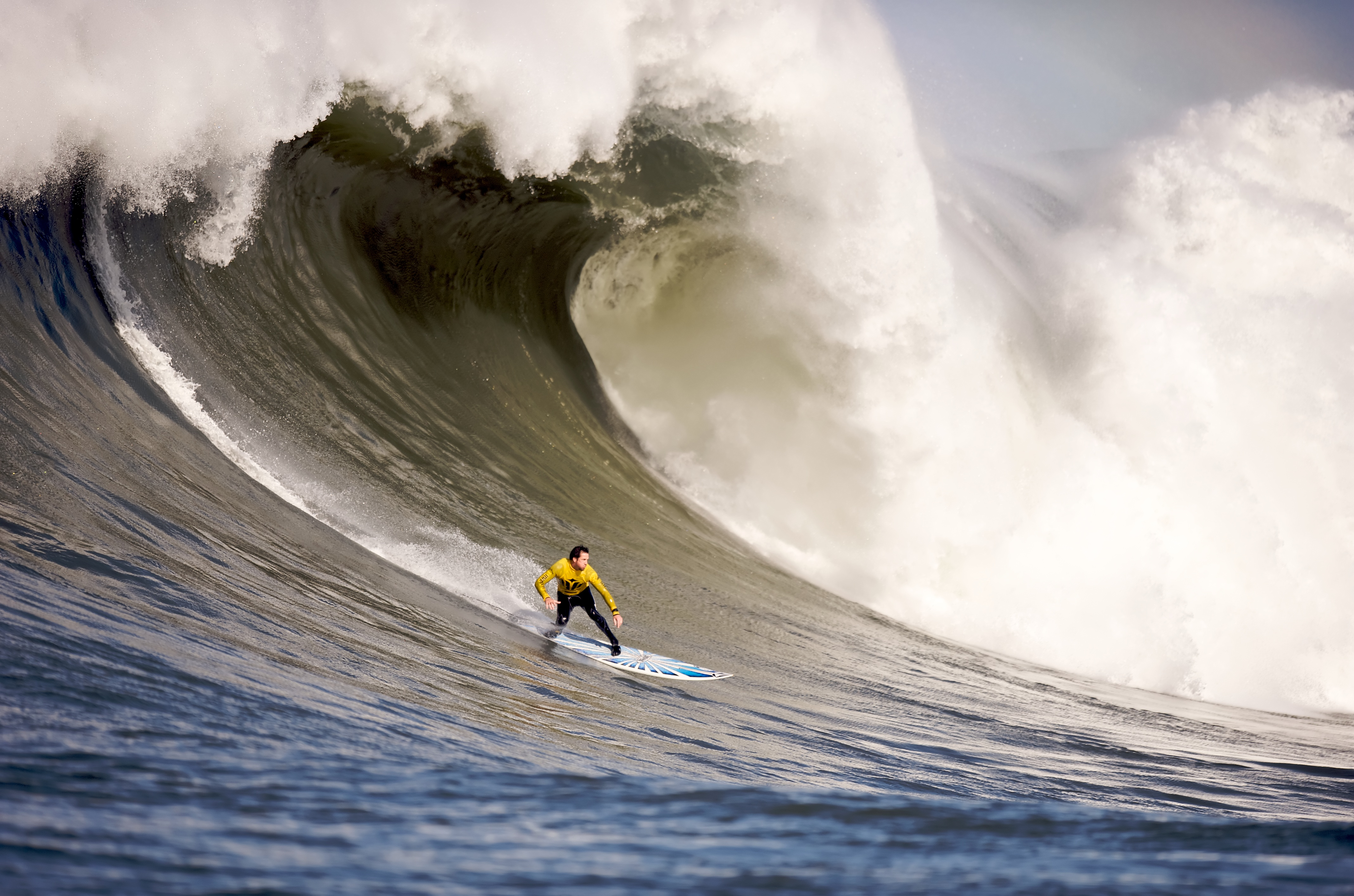
Big Wave-Bedingungen bei Maverick

Wegen ihres langen und breiten Sandstrands ist die Half Moon Bay bei Badegästen und Ausflüglern sehr beliebt. Am äußersten Ende der kleinen Halbinsel Pillar Point, die die Bucht nach Norden begrenzt, befindet sich ein beliebter Surf-Spot, die Mavericks. Aufgrund der besonderen Form des Meeresbodens brechen die Wellen dort besonders hoch. Nach starken Winterstürmen erreichen die Brecher hier regelmäßig Höhen von 7,5 Metern und Spitzenwerte von 25 Metern. Die Mavericks gelten daher als sogenannter Big-Wave-Spot.